# La Guéroulde

La Guéroulde este o comună în departamentul Eure, Franța. În 1 ianuarie 2018 avea o populație de 792 de locuitori.